# Municipio de West Point (Dakota del Sur)
El municipio de West Point (en inglés: West Point Township) es un municipio ubicado en el condado de Brule en el estado estadounidense de Dakota del Sur. En el año 2010 tenía una población de 124 habitantes y una densidad poblacional de 0,94 personas por km².

## Geografía
El municipio de West Point se encuentra ubicado en las coordenadas 43°53′55″N 99°15′21″O / 43.89861, -99.25583. Según la Oficina del Censo de los Estados Unidos, el municipio tiene una superficie total de 132 km², de la cual 122,59 km² corresponden a tierra firme y (7,13 %) 9,41 km² es agua.

## Demografía
Según el censo de 2010, había 124 personas residiendo en el municipio de West Point. La densidad de población era de 0,94 hab./km². De los 124 habitantes, el municipio de West Point estaba compuesto por el 94,35 % blancos, el 4,03 % eran amerindios y el 1,61 % eran de una mezcla de razas. Del total de la población el 0 % eran hispanos o latinos de cualquier raza.